# Meander w Mysiurze
Meander w Mysiurze – jaskinia we wsi Chrosna w województwie małopolskim, w powiecie krakowskim, w gminie Liszki. Znajduje się w zachodnich (prawych) zboczach Doliny Brzoskwinki, na obszarze Garbu Tenczyńskiego w obrębie Wyżyny Krakowsko-Częstochowskiej.  

## Opis jaskini
Otwór jaskini znajduje się na wysokości około 2 m w środkowej części wschodniej ściany skały Mysiura. Jest ciasny, wejść można do niego tylko dolną częścią. Powyżej otworu w Mysiurze znajduje się  okap o wysokości 6 m. Schronisko ma postać meandrującego korytarza. Na jego końcu znajduje się trudny zacisk, a za nim szczelina. Jest wysoka (3,8 m), ale wąska, możliwa do przejścia tylko dolną częścią.
Jaskinia powstała w skalistych wapieniach z epoki jury późnej, w większości powyżej strefy wody (strefa wadyczna). Tylko pod samym stropem korytarza można dostrzec poziomą rurę strefy freatycznej. Ściany korytarza są ogładzone i pokryte czarnym osadem. Brak nacieków. Na spągu znajdują się niewielkie ilości lessowych osadów z dodatkiem wapiennego gruzu. Less jest przemyty, jasnobrązowy.
W jaskini jest silny przepływ powietrza. Mimo niewielkiej długości jest oświetlona tylko przy otworze wejściowym. Na ścianach rozwijają się tutaj glony, a na stropie rośnie zanokcica skalna. W głębi jaskini jest ciemno. Licznie występują tutaj komary i pająki.

## Historia eksploracji i dokumentacji
Jaskinia była znana od dawna, w piśmiennictwie jednak nie wzmiankowana. Jej dokumentację opracowali A. Górny i M. Szelerewicz w 1999 r. Plan sporządził M. Szelerewicz. Opublikowany został w 2011 r.

## Szlaki turystyczne
Tuż obok skały Mysiura prowadzą dwa szlaki turystyczne.
 Mników – Dolina Mnikowska – Wąwóz Półrzeczki – Dolina Brzoskwinki – Brzoskwinia – Las Zabierzowski – Zabierzów
 ścieżka dydaktyczna „Chrośnianeczka”: Chrosna – Dolina Brzoskwinki – Chrosna

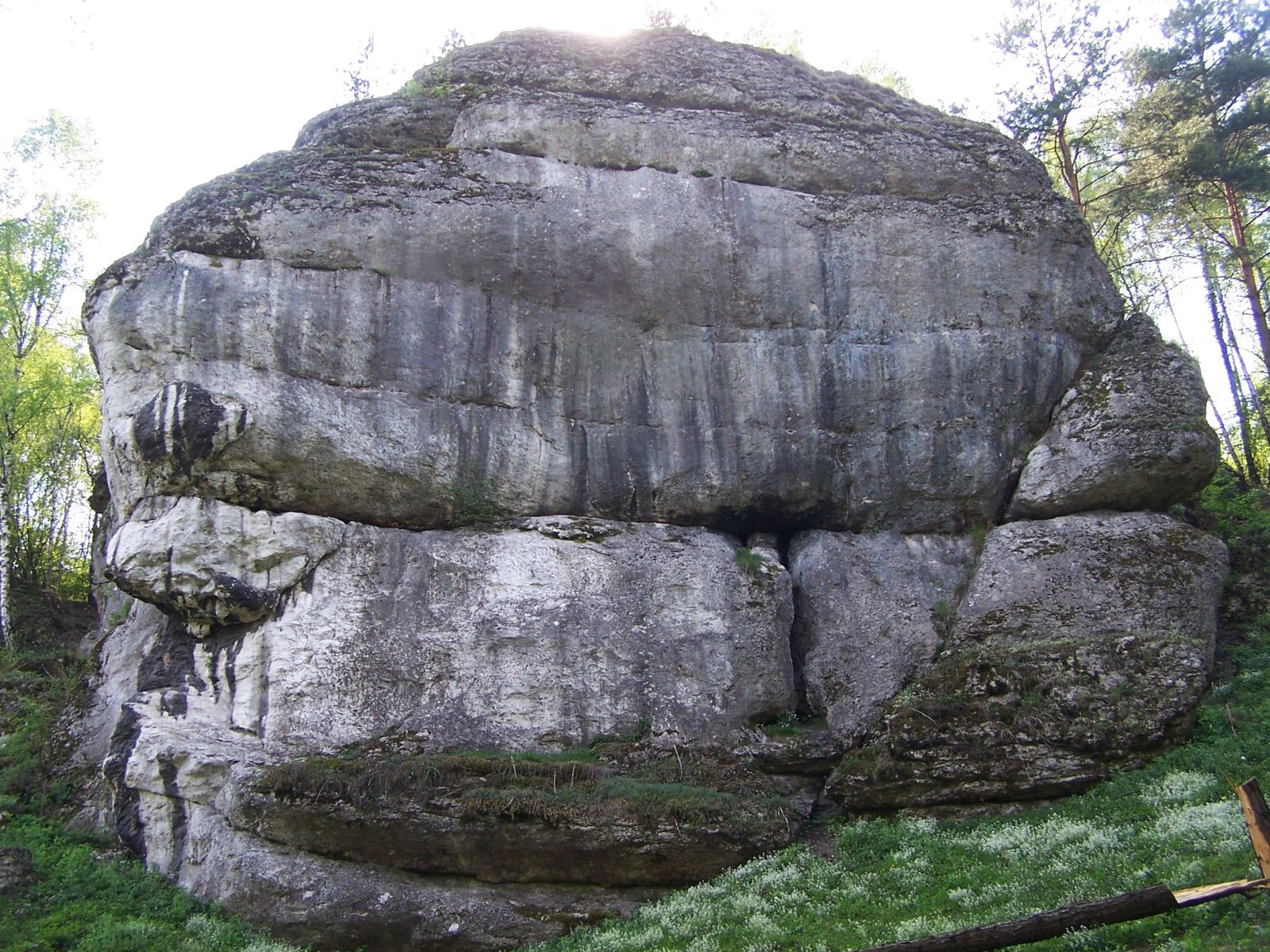
Mysiura z otworem jaskini